# Amulette Garneau
Pour les articles homonymes, voir Garneau.
Amulette Garneau (née Marie Isabelle Huguette Laurendeau à Montréal le 11 août 1928, et morte à Montréal le 7 novembre 2008, à 80 ans) est une actrice québécoise.

## Biographie
Fille de Paul Laurendeau, vendeur dans le secteur de la fabrication de réfrigérateurs électriques, et de Louise-Mariette Dorais de la paroisse de Ste-Madeleine d'Outremont, elle nait à l'Hospice de la maternité catholique et crèche de la Miséricorde de Montréal.
Elle suit des cours aux Beaux-Arts pendant trois ans et elle continue à s'intéresser aux arts visuels, au dessin notamment. Puis elle reçoit des cours de diction et une première formation en théâtre, avec Jean Gascon, Jean-Louis Roux et Guy Hoffman, et des cours particuliers auprès de Georges Groulx, à l'École du Théâtre du Nouveau Monde, puis chez Uta Hagen à New York durant deux ans.
Après avoir connu des rôles significatifs dans les téléromans de la télévision québécoise naissante, dont La Famille Plouffe et La Pension Velder, elle se fait remarquer pour ses rôles au théâtre. Connue comme étant l'une des interprètes préférées de Michel Tremblay, elle participe à la pièce de théâtre Les Belles-Sœurs en 1968 et dans beaucoup d'autres pièces de Michel Tremblay (dont Marcel poursuivi par les chiens, Albertine, en cinq temps, Bonjour, là, bonjour, Sainte Carmen de la Main, entre autres), mais aussi du Gratien Gélinas (Bousille et les justes), Carole Fréchette (Baby Blues) et Jovette Marchessault (La saga des poules mouillées).
À la télévision, elle est aussi de Cré Basile, Grand-Papa, Mon meilleur ennemi et plusieurs téléromans de Victor-Lévy Beaulieu (dont L'Héritage, qui connait une grande popularité). Au cinéma, elle tourne avec des cinéastes chevronnés, tels que Jean-Claude Lauzon (Un zoo la nuit), Gilles Carle (Maria Chapdelaine) et Jean-Claude Lord (Parlez-nous d'amour).
Elle est la sœur de l'humoriste et journaliste Marc Laurendeau. D'abord mariée au poète Sylvain Garneau,, puis au comédien Jacques Zouvi, elle est la mère du comédien Alain Zouvi, qui lui survit. C'est de son premier mariage avec Sylvain Garneau que lui vient son nom d'artiste. Celui-ci la surnommait affectueusement "ma mulette" et lui avait dédié le poème "À mulette". Elle adopta le nom de scène Amulette Garneau à la suite du décès de son mari, mort par suicide quelques mois après leur mariage.
Elle meurt à l'âge de 80 ans, des suites d'un cancer, le 7 novembre 2008.
Le fonds d'archives d'Amulette Garneau (P931) est conservé au centre BAnQ Vieux-Montréal de Bibliothèque et Archives nationales du Québec.

## Filmographie

### Cinéma
- 1972 : Françoise Durocher, waitress : l'une des Françoise Durocher
- 1972 : Le Temps d'une chasse : la réceptionniste du motel
- 1973 : Trois fois passera
- 1973 : Taureau : Mme Beaudoin
- 1973 : Les Allées de la terre : rôle inconnu
- 1974 : Il était une fois dans l'Est : Simone Côté, alias Bec-de-Lièvre
- 1974 : Les Ordres :  Madame Thibault, la voisine
- 1975 : Les Vautours : Tante Adèle McKenzie
- 1976 : Parlez-nous d'amour : Grande admiratrice de Jeannot
- 1981 : Les Plouffe : Ramona
- 1983 : Maria Chapdelaine : Laura Chapdelaine
- 1984 : Les Années de rêves : Tante Adèle McKenzie
- 1987 : Un zoo la nuit : Yvonne
- 1996 : Angélo, Frédo et Roméo : Mme Gounod

### Télévision
- 1953 – 1957 : 14, rue de Galais (série télévisée) : Colombe
- 1956 – 1957 : La Famille Plouffe (série télévisée) : Jacqueline Sévigny (quelques épisodes)
- 1957 – 1961 : La Pension Velder (série télévisée) : Céline (quelques épisodes)
- 1962 – 1964 : Les Enquêtes Jobidon (série télévisée) : Jeannette Bilodeau
- 1965 – 1970 : Cré Basile (série télévisée) : Colombe Chaput
- 1969 : Quelle famille! (série télévisée) : vendeuse
- 1970 : Symphorien (série télévisée) : Angélique Labonté
- 1973 – 1976 : La P'tite Semaine (série télévisée) : Yvonne Garneau
- 1974 : House of Pride (en) (série télévisée) : Lili Fortin
- 1976 – 1979 : Grand-Papa (série télévisée) : Armande Lamontagne
- 1977 : Le Pont (série télévisée) : Pauline Boucher
- 1978 : Drôle de monde (série télévisée) : Pauline Riopelle
- 1978 : Race de monde (série télévisée) : Jeanne d'Arc Hanley
- 1979 : Féminin pluriel (série télévisée)
- 1981 : Les Girouettes (série télévisée) : Carole Gingras
- 1985 : Maria Chapdelaine (série télévisée) : Laura Chapdelaine
- 1986 : La Clé des champs (série télévisée) : cliente
- 1987 – 1990 : L'Héritage (série télévisée) : Albertine Galarneau
- 1990 : Jamais deux sans toi (série télévisée) : Juliette Richard
- 1991 : Des fleurs sur la neige (série télévisée) : Rollande Gélinas
- 1991 : Marilyn (feuilleton) : Pauline Ménard
- 1992 : Graffiti (série télévisée) : Martine Boyer
- 1992 : Montréal ville ouverte (feuilleton TV) : Madame Beauchamp's housekeeper
- 1993 : Sous un ciel variable (série télévisée) : Thérèse Chevalier
- 1993 : Blanche (série télévisée) : Mlle Dupuis, enseignante en secrétariat
- 1994 : Triplex (série télévisée) : Jeanne d'Arc
- 1996 : La Petite Vie (série télévisée) : Germaine, la blonde de Rod
- 1996 : Le Retour (série télévisée) : Lucille Germain
- 1998 : Caserne 24 (série télévisée) : propriétaire
- 2000 : L'Embellie (court)
- 2001 – 2003 : Mon meilleur ennemi (série télévisée) : Colette Girard
- 2003 : Nuts (court)

## Récompenses et Nominations

### Nominations
- 1983 : En nomination pour le prix Génie de la meilleure actrice de soutien, pour son rôle dans le film québécois Maria Chapdelaine de Gilles Carle.